# Acropyga pachycera
Acropyga pachycera är en myrart som först beskrevs av Carlo Emery 1906.  Acropyga pachycera ingår i släktet Acropyga och familjen myror. Inga underarter finns listade i Catalogue of Life.